# Petronella Cornelia van Alphen
Petronella Cornelia van Alphen (getauft 26. Mai 1763 in Rotterdam; gestorben 16. Juli 1833 ebenda) war eine niederländische Dichterin.

## Leben
Petronella Cornelia van Alphen wurde am 26. Mai 1763 in Rotterdam getauft. Sie war die Tochter von Gijsbert van Alphen (1725–1795) und Cornelia Baert (gest. 1788). Sie war das jüngste Kind der Familie und hatte eine Schwester Areta Maria (1728) und einen Bruder Pieter (1759). Ihr Vater hatte zwei Söhne aus einer früheren Ehe. Der Beruf ihres Vaters ist unbekannt.
Ihre frühesten Gedichte stammen aus dem Jahr 1805. Einige davon wurden in ihrer ersten und einzigen Sammlung „Poems for Youth“ veröffentlicht, die 1810 beim Immerzeel-Verlag in Rotterdam erschien. Sie widmete diese Sammlung der Schriftstellerin Anna Maria Moens. Durch Moens hatte sie offenbar die Ermutigung erfahren, die sie dazu gebracht hat, zu schreiben. „Ich habe auf Ihren Wunsch nur ein Buch mit Versen für Kinder gemacht.“ In dieser Sammlung befanden sich neben erbaulichen und lehrreichen Versen auch eine Elegie für den Dichter und „Kinderfreund“ Hieronymus van Alphen, der nur ein Namensvetter war, nicht mit ihr verwandt, aber ein Vorbild für sie. Zur dritten Auflage von 1840 „Kleine Gedichte für Kinder“ schrieb der Rotterdamer patriotische Prediger Jan Scharp ein ermutigendes Vorwort. Petronella Cornelia trug auch zu Almanachen und zur Reihe der Kleinen Poetischen Manuskripte des Amsterdamer Verlegers P.J. Uylenbroek bei.
Neben Kindergedichten verfasste Petronella Cornelia van Alphen erbauliche Verse und Gelegenheitsgedichte. Ihr Gedicht „Pluksel“, das im Juni 1815 „zu Gunsten des Fonds zur Verehrung und Linderung der Verletzten in Rotterdam“ veröffentlicht wurde, scheint eine beträchtliche Geldsumme eingebracht zu haben, wie aus der Einleitung zur Neuauflage von 1865 hervorgeht. Das Gedicht wurde zur Zeit der Schlacht von Waterloo geschrieben und fordert die Herstellung von „Flusen“, gestreutem Leinen oder Baumwolle, die damals oft als Verband verwendet wurde: „Zupfen Sie es, Frauen!“ Rupf, Mann! / Kinder, rupf, wer rupfen kann: / Denken Sie daran, wie oft / Ihr Nachwuchs seufzte in Krankenhäusern: / Jeder, der heute dort leidet / Hat unseren Nachwuchs jetzt befreit. Sie fertigte auch Zeichnungen an und illustrierte ein Buch mit Kindergedichten.
Petronella Cornelia van Alphen war Ehrenmitglied der Rotterdamer Zweigstelle der Batavischen Gesellschaft für Sprache und Poesie. Dort rezitierte sie, wie die Dichterin Gerarda Grootenraay, regelmäßig Gedichte, zwischen 1806 und 1816 hielt Petronella Cornelia auch Vorträge in literarischen Gesellschaften und ihre Gedichte waren von „großem Einfallsreichtum, scharfsinniger Kenntnis der Menschen und Religion und einem seltenen Maß an menschlicher Liebe“ geprägt. Petronella Cornelia van Alpen starb am 16. Juli 1833 in Rotterdam.